# スウィッチ/素敵な彼女?
『スウィッチ/素敵な彼女?』（Switch）は、1991年制作のアメリカ合衆国の映画作品で、1964年の映画『さよならチャーリー』（Goodbye Charlie）が基になっている。監督・脚本はブレイク・エドワーズ。
映画の音楽を担当したのはヘンリー・マンシーニとドン・グレイディのコンビである。この作品でエレン・バーキンがゴールデングローブ賞にノミネートされた。

## あらすじ
性差別主義者で排外主義者なスティーヴ・ブルックスはある時恨みを買った人物から殺されてしまう。
神は彼を生まれ変わらせて反省させようとする。しかし悪魔のいたずらで、スティーヴは女に生まれ変わってしまう。
仕方なく"彼"は、スティーヴの腹違いの妹アマンダとしてやっていくことになる。

## キャスト
※括弧内は日本語吹替
- アマンダ・ブルックス - エレン・バーキン（かとうかずこ）
- ウォルター・ストーン - ジミー・スミッツ（津嘉山正種）
- マーゴ・ブロフマン - ジョベス・ウィリアムズ（弥永和子）
- シーラ・ファクストン - ロレイン・ブラッコ（さとうあい）
- アーノルド・フリードキン - トニー・ロバーツ（吉水慶）
- ダン・ジョーンズ - ケヴィン・キルナー（島田敏）
- 悪魔 - ブルース・ペイン（福田信昭）
- スティーヴ・ブルックス - ペリー・キング（牛山茂）
- スティーヴの秘書 - キャサリン・キーナー
- ヒギンズ - ベイジル・ホフマン（小島敏彦）
- コニー - ティア・レオーニ（松井菜桜子）
- 作業員 - マイケル・バダルコ（牛山茂）